# Berkshire, Vermont
Berkshire är en kommun (town) i Franklin County i delstaten Vermont, USA. Vid folkräkningen år 2000 bodde 1 388 personer på orten. Den har enligt United States Census Bureau en area på totalt 109,3 km², allt är land. 